# Tunnel de Najauge
Le tunnel de Najauge, dit aussi tunnel de Vireux ou tunnel de Mazée, est un ancien tunnel  ferroviaire, situé à la frontière franco-belge, sur la commune de Vireux-Molhain, transformé en champignonnière.

## Localisation
Cet ancien tunnel est sous un hameau situé à cheval sur la frontière, qui s’appelle côté belge Najauge et côté français la Cité du Maroc (le style des habitations du coron, pouvant rappeler l’architecture mauresque, est à l’origine de ce nom). Bien qu’entièrement situé dans le territoire français et sur le réseau français, le tunnel porte l’appellation du hameau belge d'où il part.

## Situation ferroviaire
Le tunnel de Najauge était un tunnel ferroviaire de la ligne de Vireux-Molhain à la frontière belge vers Mariembourg qui permettait un raccourci pour la ligne 132 en lui évitait de suivre une boucle du Viroin, sur le territoire commune de Vireux-Molhain, entre Vireux-Molhain, en France,  et Treignes, en Belgique. Le tunnel avait une longueur de 243 mètres.
En venant de Treignes, après le pont sur le Viroin, le tracé se caractérise par une pente assez prononcée, pour une ancienne ligne de chemin de fer, pour aboutir à une large clairière, où il n’y a plus de trace de l’embouchure du tunnel. L’accès au tunnel a été fermé et enseveli de ce côté. Au bas de la colline, l’ancienne ligne conduit à l’entrée d’une champignonnière, créée côté français à la fermeture du tunnel ferroviaire, avec un portail et une solide porte métallique.

## Histoire
Le tronçon Mariembourg-Vireux a été créé en juin 1854, et permettait un raccordement à Vireux  du réseau belge au réseau français. La connexion avec la ligne Givet - Charleville de la Compagnie de l'Est est établie en 1862. Durant l’entre-deux-guerres, cinq trains quotidiens passaient par le tunnel ainsi que les échanges de minerai entre la Lorraine et la Belgique. 
Le service voyageur entre Treignes et Vireux-Molhain a été arrêté en 1962, le service des marchandises en 1971. 
Ce tunnel a été fermé en 1975, en même temps que le tronçon entre Treignes et Vireux-Molhain était démonté. Le tunnel est devenu  une champignonnière, en activité jusqu’en 2012 et produisant des blonds de Vireux, des pleurotes, des shiitakées, des Pieds bleus, etc.

## Source Traduction
- (nl) Cet article est partiellement ou en totalité issu de l’article de Wikipédia en néerlandais intitulé « Tunnel van Najauge » (voir la liste des auteurs).

### Sources sur le web
- [PDF] Fiche du Tunnel de Najauge sur l'Inventaire des Tunnels Ferroviaires de France..
- « Tunnels désaffectés en province de Namur. Où est passé le tunnel de Najauge ? » [archive du 29 avril 2014], sur le site www.railations.net.
- « Le passé et l’avenir de la ligne Dinant-Givet » [archive du 29 avril 2014], sur le site www.ivt.ethz.ch.
- « Champi’Vir. », sur le site de la société qui exploitait la champignonnière.